# Новорождественка (Красноярский край)
Новорожде́ственка — деревня в Нижнеингашском районе Красноярского края. Входит в состав Стретенского сельсовета.

## География
Деревня находится в восточной части края, в пределах таёжной лесорастительной зоны, при автодороге 04Н-689, на расстоянии приблизительно 25 км (по прямой) к северо-западу от Нижнего Ингаша, административного центра района. Абсолютная высота — 281 м над уровнем моря.
Климат
Климат характеризуется как резко континентальный, с продолжительной морозной малоснежной зимой и коротким жарким летом. Зима продолжается в течение 6-7 месяцев. Абсолютный минимум температуры воздуха составляет −51 °C (по данным метеостанции г. Канска). Продолжительность периода с температурой более 10˚С составляет 100—110 дней. Среднегодовое количество атмосферных осадков составляет 484 мм.

## История
По данным 1926 года в деревне Ново-Рождественская имелось 59 хозяйств и проживало 317 человек (149 мужчин и 168 женщин). В национальном составе населения того периода преобладали белорусы. В административном отношении входила в состав Сретенского сельсовета Нижне-Ингашского района Канского округа Сибирского края.

## Население
| 2010 |
| ---- |
| 126  |

Половой состав
По данным Всероссийской переписи населения 2010 года, в гендерной структуре населения мужчины составляли 51,6 %, женщины — соответственно 48,4 %.
Национальный состав
Согласно результатам переписи 2002 года, в национальной структуре населения русские составляли 98 % из 203 чел.